# Giovanni Francesco Busenello
Giovanni Francesco Busenello (né le 24 septembre 1598 à Venise et mort le 27 octobre 1659  à Legnaro, près de Padoue, est un juriste, librettiste et poète italien.

## Biographie
Né dans une riche famille de Venise, Giovanni Francesco Busenello a étudié à l'Université de Padoue avec les professeurs Paolo Sarpi et Cesare Cremonini. Il commence à pratiquer le droit en 1623. Il a été membre de plusieurs académies littéraires : l'Accademia degli Umoristi, l'Accademia degli Imperfetti, l'Accademia degli Incogniti.
Il est connu pour les cinq livrets écrits pour l'opéra vénitien : Gli amori d'Apollo e di Dafne (en) (Francesco Cavalli, 1640) basé sur Il pastor fido (en) de Giovanni Battista Guarini, L'incoronazione di Poppea (1642) de Monteverdi, La Didone (1641), La prosperità infelice di Giulio Cesare dittatore (1646, musique perdue ou jamais composée), La Statira (en) (1655) de Cavalli. Patrick J. Smith, dans son essai sur le livret d'opéra, estime que La prosperità infelice di Giulio Cesare dittatore est sa plus grande réussite.

## Source
- (en) Cet article est partiellement ou en totalité issu de l’article de Wikipédia en anglais intitulé « Giovanni Francesco Busenello » (voir la liste des auteurs).